# Эванс, Мелвин
Мелвин Херберт Эванс (англ. Melvin Herbert Evans; 7 августа 1917, Кристианстед, Американские Виргинские острова — 27 ноября 1984, там же) — губернатор Американских Виргинских островов (1969—1975).

## Биография
Высшее медицинское образование получал в Университете Говарда (1944) и Калифорнийском университете (1967). Доктор медицины.
- 1959—1967 гг. — комиссаром Американских Виргинских островов по вопросам здравоохранения,
- 1967—1969 гг. — занимался частной медицинской практикой,
- 1969—1971 гг. — губернатор Американских Виргинских островов, первый избранный губернатор на этом посту,
- 1979—1981 гг. — член Палаты представителей Конгресса США от Виргинских островов. На следующих выборах 1981 г. потерпел поражение,
- с 1984 г. — посол США в Тринидаде и Тобаго.